# Галузо, Пётр Григорьевич
Пётр Григо́рьевич Галузо (10 июня 1897, д. Даргейки Сенненского уезда Витебской губернии — 9 апреля 1980, Алма-Ата) — советский историк, исследователь Средней Азии, доктор исторических наук, профессор, ректор Туркменской Высшей коммунистической сельскохозяйственной школы (1924—1937). Брат известного учёного-паразитолога Иллариона Галузо.

## Биография
- В 6 лет окончил 2-классную школу
- В 1917-19 — анархист-коммунист.
- член РКП(б) с 1920 (кандидат с 1919).
- Учился 2 года в Коммунистическом университете им. Я.Свердлова в Москве (1921-23).
- Учился в Институте красной профессуры (с 1926 г.).

С 17 лет работал по найму, в том числе 6 лет учителем.
- 1917-18 — прапорщик царской армии;
- 1918-19 — зав. отделом народного образования;
- 1919-21 — в РККА — начальник политотдела боеучастка.
- 1923-26 — преподаватель Коммунистического университета, г. Ташкент.
- c 19 февраля 1924 года по июль 1937 года:
  - руководитель бюро Истпарта при ЦК Компартии Туркестана
  - ректор Туркменской Высшей коммунистической сельскохозяйственной школы
  - главный редактор журнала «Советское хозяйство Туркмении».

21 июля 1937 года снят с должности ректора решением бюро ЦК КПТ.
23 июля снят с должности главного редактора в связи с исключением из партии первичной парторганизацией. Был репрессирован. В 1964 году защитил докторскую диссертацию «Аграрные отношения на юге Казахстана в 1867—1914 годах». Примыкал к «новому направлению» в советской историографии.

## Известные труды
- Галузо П. Г. Туркестан — колония. (Очерк истории Туркестана от завоевания русскими до революции 1917 г.) / Галузо П. Г.. — Москва: Ком. ун-т трудящихся востока им. И. В. Сталина, 1929. — С. 2. — 162 с.
- Галузо П. Г. Троцкистско-колонизаторская концепция истории Туркестана-колонии : Сборник статей / Галузо П. Г.. — Москва; Ташкент: Саогиз, 1933. — 63 с.
- Галузо П. Г. Вооружение русских переселенцев в Средней Азии : (Исторический очерк) / Галузо П. Г.. — Ташкент: Издательство среднеазиатского коммунистического университета имени В. И. Ленина, 1926. — 90 с.
- Галузо П. Г. Аграрные отношения на юге Казахстана в 1867—1914 гг. / Галузо П. Г.; под ред. С. М. Дубровского. — Алма-Ата: Наука, 1965. — 347 с.
- Галузо П. Г. Восстание 1916 года в средней Азии : Сборник документов / Подг. к печ. Ф. Божко и С. Волин; под ред. П. Г. Галузо. — Ташкент: Госиздат, 1932. — 175 с.